# Robbie Konijn
Robbie Konijn is een franchise van edutainmentcomputerprogramma's die in 1983 is gecreëerd door The Learning Company.
De programma's richten zich op kinderen tot ongeveer acht jaar. Over het algemeen richt de franchise zich op het leren van basistaalvaardigheden door middel van simpele spelletjes.
Andere voorname personages in de serie zijn Sam de leeuw en Maaike de muis.